# Труха Украина
Труха Украина (укр. Труха Україна), также известный под названием «Труха» или «Тру Харьков» — украинский новостной Telegram-канал и общее название холдинга анонимных Telegram-каналов. Стал популярным источником информации после начала полномасштабного вторжения России на Украину. По состоянию на сентябрь 2023 года, имел 2,8 млн подписчиков.
Telegram-канал неоднократно критиковался за распространение непроверенной информации и фейков, а также за нагнетение паники.

## История
Telegram-канал был создан в ноябре 2019 года и первоначально назывался «Тру Харьков». Издание освещало события происходящие в Харькове: убийства, ДТП и криминал. Канал развивалась для местных выборов в Харькове в 2020 году.
Изначально канал выделялся несколькими особенностями: отказ от цензуры чувствительных материалов и плата читателям за присланные фото или видео (от 50 до 5000 гривен). Это позволило изданию иметь больше эксклюзивных материалов и обходить конкурентов. В месяц канал набирал от нескольких тысяч до нескольких десятков тысяч подписчиков. До начала полномасштабной войны канал смог набрать аудиторию в 190 тысяч подписчиков. До 2022 года проект был анонимным.

### С 2022 года
После начала вторжения России на Украину «Труха» начал публиковать новости не только о Харькове, но и обо всей Украине. Также начали появляться новости международного характера. К основателю Максиму Лавриненко часто обращались работники СБУ и военные с просьбой не публиковать определённую информацию, в частности результаты ракетных обстрелов. Канал был переименован из «Тру Харьков» в «Труха Украина». Помимо основного канала, издание начало развивать иные проекты, например Telegram-канал «Доброго вечора, ми з України» (название отсылает на одноимённую фразу). В начале войны «Труха» делала до 750 публикаций в день, однако уже в мае 2022 года эта цифра снизилась до 200. Затем количество публикаций в день упало до 100 постов, вероятно, ориентируясь на снижение интереса аудитории.
16 октября 2023 года на закрытую встречу Владимира Зеленского с представителями СМИ был приглашён администратор «Труха». Это вызвало резкую критику в социальных сетях среди журналистов. Шеф-редактор «Бабеля» Екатерина Коберник назвала решение офиса президента «пренебрежением к профессиональным журналистам» и «солидаризацией с помойкой». Корреспондент Юрий Смирнов из LIGA.net также высказал предположение, что «Труха» не является анонимной и что офис президента и СБУ хорошо знакомы с её владельцами, которые активно сотрудничают с властью. Секретарь Совета нацбезопасности и обороны Алексей Данилов посчитал, что украинского президента «подставили» и что он не имел представления о том, кто будет на встрече.

## Сеть каналов
С успешным развитием основного Telegram-канала начали появляться новые проекты. В них входят как региональные Telegram-каналы, так и группы по интересам. Через сайт по поиску работы удалось выяснить, что в холдинг входит не менее 32 каналов. Помимо «Труха Украина», в холдинге находится 28 региональных каналов, а также «Труха Georgia», «Тру Ха-Ха», «Труха Жесть 18+», «Труха Спорт» и «Труха Crypto». Помимо этого, от рекламного менеджера организации стало известно о связи с холдингом таких Telegram-каналов как «Доброго вечора, ми з України», «Русский корабль Иди Нах*й», «Адвокат Мілер», «Киевский движ» и «Батальйон Монако». Региональные каналы «Трухи» есть в Запорожье, Днепре, Одессе, Херсоне и во Львове.

### Настоящий владелец
Изначально единственным основателем «Трухи» себя называл харьковчанин Максим Лавриненко. Однако расследование проекта NGL.media выяснило, что к ведению издания могут иметь отношение и другие люди. Настоящим владельцем «Трухи» NGL.media назвало бизнесмена Владимира Литвина, приятеля сына экс-министра МВД Арсена Авакова. Максим Лавриненко эту информацию отрицает. Торговая марка с логотипом «Трухи» принадлежит харьковчанке Виктории Манджос, матери Владимира Литвина. По данным из государственных реестров Украины она владеет ещё несколькими торговыми марками, которые, в том числе, связаны с ранее упомянутым Владимиром Литвином. Лавриненко вновь опроверг какую-либо связь с Манджос и Литвином. По его словам, торговая марка «Трухи» была зарегистрирована без его ведома и согласия.

## Критика
В декабре 2022 года правительственный проект министерства культуры и информационной политики Украины «Фильтр» назвал «Труху» «информационной помойкой». Такое определение было дано по нескольким причинам: создание рекламы издания, основываясь на неправдивой информации, редактирование фейковых постов задним числом вместо извинений и возможность публикации манипулятивной информации за плату.
Издание texty.org.ua критикует «Труху» за отсутствие редакторской политики, манипулятивный стиль публикаций, оскорбления и редактирование постов с неправдивой информацией задним числом (вместо публикации об ошибке Telegram-канал просто редактирует старый пост с пометкой «UPD»). Также критике подверглись публикации издания, взятые из российских государственных источников без какого-либо редактирования.
Также издание неоднократно критиковалось за помощь в корректировке российских ракетных ударов по территории Украины, так как после публикации видео с попаданиями российских ракет по украинской инфраструктуре становится известно, попала ракета в цель или нет. Издание «Кременчук Today» критиковало «Труху», имея ввиду, что таким образом она работала корректировщиком российских ракет.

## Награды
14 июня 2023 года в Telegram-канале «Труха Харьков» появилась информация о награждении команды издания Почётной грамотой областной государственной администрации за «весомый вклад в борьбу на информационном фронте». По словам директора департамента массовых коммуникаций Ярославы Бережной, издание было награждено за публикацию общественно важной информации, в том числе сообщений силовых органов и государственных учреждений, на миллионную аудиторию.